# El mundo es de los jóvenes
El mundo es de los jóvenes es una película filmada en colores de Argentina dirigida por Julio Porter según su propio guion que se estrenó el 24 de septiembre de 1970 y que tuvo como protagonistas a Dyango, Ginamaría Hidalgo, Susana Giménez y Alberto Fernández de Rosa.

## Sinopsis
Un muchacho deja su casa para tomar clases de canto con una profesora de la que se hace amigo y aparece una joven bella y ambiciosa

## Reparto
- Dyango
- Ginamaría Hidalgo
- Susana Giménez
- Alberto Fernández de Rosa
- Roberto Escalada
- Delfy de Ortega
- Roberto Airaldi
- Sacha
- Mónica Lander
- Débora Kors
- Tomás Simari
- Aldo Bigatti
- Isidro Fernán Valdez
- Hugo Caprera
- Luis de Tejada
- Federico Camps
- León Sarthié
- Juanito Belmonte
- Industria Nacional
- Horacio Heredia
- Mónica Cramer
- Cacho Castaña
- Jorge Cutello
- Mario Medrano
- Ricardo Suñe
- Jorge Martínez
- Mariana Marian
- Ruben Maravini
- Enzo Marinoni

## Comentarios
revista Gente dijo:

”Se soporta hasta el final, pero es el único elogio que se le puede prodigar.”

La Gaceta opinó:

”¡Pobres jóvenes! Vivir en un mundo así….”

Manrupe y Portela escriben:

”Insólita combinación en el trío protagonista, para otro film de cantor. Sino, vea en una primera escena grotescamente divertida cómo Roberto Escalada destroza una guitarra en la cabeza del protagonista. Realización rutinaria en la que Hidalgo no está nada mal y Giménez sí.”